# UGC 12173
PGC 69605 = UGC 12173 ist eine Spiralgalaxie vom Hubble-Typ SAB(rs)c im Sternbild Eidechse am Nordsternhimmel. Sie ist schätzungsweise 223 Millionen Lichtjahre von der Milchstraße entfernt. Gemeinsam mit UGC 12137 und UGC 12181 bildet sie die Galaxiengruppe "LGG 460".

## UGC 12173-Gruppe (LGG 131)
| Galaxie   | Alternativname | Entfernung/Mio. Lj |
| --------- | -------------- | ------------------ |
| PGC 69605 | UGC 12173      | 223                |
| UGC 12137 | PGC 69439      | 219                |
| UGC 12181 | PGC 69681      | 222                |